# Об'єкт культурної спадщини
Об'є́кт культу́рної спа́дщини — визначне місце, споруда (витвір), комплекс (ансамбль), їхні частини, пов'язані з ними рухомі предмети, а також території чи водні об'єкти, інші природні, природно-антропогенні або створені людиною об'єкти незалежно від стану збереженості, що донесли до нашого часу цінність з археологічного, естетичного, етнологічного, історичного, архітектурного, мистецького, наукового чи художнього погляду і зберегли свою автентичність.
Нерухомий об'єкт культурної спадщини — об'єкт культурної спадщини, який не може бути перенесений на інше місце без втрати його цінності з археологічного, естетичного, етнологічного, історичного, архітектурного, мистецького, наукового чи художнього погляду та збереження своєї автентичності.
Рухомі предмети, пов'язані з нерухомими об'єктами культурної спадщини — елементи, групи елементів об'єкта культурної спадщини, що можуть бути відокремлені від нього, але складають з ним єдину цілісність, і відокремлення яких призведе до втрати археологічної, естетичної, етнологічної, історичної, архітектурної, мистецької, наукової або культурної цінності об'єкта.

## Класифікація об'єктів культурної спадщини
Класифікація об'єктів культурної спадщини відповідно статті 2 Закону України «Про охорону культурної спадщини».
1. За типами:
- споруди (витвори) — твори архітектури та інженерного мистецтва, твори монументальної скульптури та монументального малярства, археологічні об'єкти, печери з наявними свідченнями життєдіяльності людини, будівлі або приміщення в них, що зберегли автентичні свідчення про визначні історичні події, життя та діяльність відомих осіб;
- комплекси (ансамблі) — топографічно визначені сукупності окремих або поєднаних між собою об'єктів культурної спадщини;
- визначні місця — зони або ландшафти, природно-антропогенні витвори, що донесли до нашого часу цінність з археологічного, естетичного, етнологічного, історичного, архітектурного, мистецького, наукового чи художнього погляду.

2. За видами:
- археологічні — рештки життєдіяльності людини (нерухомі об'єкти культурної спадщини: городища, кургани, залишки стародавніх поселень, стоянок, укріплень, військових таборів, виробництв, іригаційних споруд, шляхів, могильники, культові місця та споруди, їх залишки чи руїни, мегаліти, печери, наскельні зображення, ділянки історичного культурного шару, поля давніх битв, а також пов'язані з ними рухомі предмети), що містяться під земною поверхнею та під водою і є невідтворним джерелом інформації про зародження і розвиток цивілізації;
- історичні — будинки, споруди, їх комплекси (ансамблі), окремі поховання та некрополі, місця масових поховань померлих та померлих (загиблих) військовослужбовців (у тому числі іноземців), які загинули у війнах, внаслідок депортації та політичних репресій на території України, місця бойових дій, місця загибелі бойових кораблів, морських та річкових суден, у тому числі із залишками бойової техніки, озброєння, амуніції тощо, визначні місця, пов'язані з важливими історичними подіями, з життям та діяльністю відомих осіб, культурою та побутом народів;
- об'єкти монументального мистецтва — твори образотворчого мистецтва: як самостійні (окремі), так і ті, що пов'язані з архітектурними, археологічними чи іншими пам'ятками або з утворюваними ними комплексами (ансамблями);
- об'єкти архітектури — окремі будівлі, архітектурні споруди, що повністю або частково збереглися в автентичному стані і характеризуються відзнаками певної культури, епохи, певних стилів, традицій, будівельних технологій або є творами відомих авторів;
- об'єкти містобудування — історично сформовані центри населених місць, вулиці, квартали, площі, комплекси (ансамблі) із збереженою планувальною і просторовою структурою та історичною забудовою, у тому числі поєднаною з ландшафтом, залишки давнього розпланування та забудови, що є носіями певних містобудівних ідей;
- об'єкти садово-паркового мистецтва — поєднання паркового будівництва з природними або створеними людиною ландшафтами;
- ландшафтні — природні території, які мають історичну цінність;
- об'єкти науки і техніки — унікальні промислові, виробничі, науково-виробничі, інженерні, інженерно-транспортні, видобувні об'єкти, що визначають рівень розвитку науки і техніки певної епохи, певних наукових напрямів або промислових галузей.

## Культурна спадщина за країною

### Україна
Після занесення об'єкту культурної спадщини до Державного реєстру нерухомих пам'яток України, він отримує статус пам'ятки культурної спадщини України.
Станом на 25 вересня 2023 року, згідно оприлюднених Міністерством культури та інформаційної політики України даних, з початку російського вторгнення в Україну зруйновано або пошкоджено 835 об’єктів культурної спадщини. «За період з 24 лютого 2022 року по 25 вересня 2023 року зруйновано або пошкоджено 835 об’єктів культурної спадщини. З них пам’яток національного значення – 118, місцевого значення – 653, щойно виявлених – 64», — було зазначено в повідомленні.

#### Російсько-українська війна
На початку серпня 2023 року міжнародна організація ЮНЕСКО підтвердила пошкодження 274 культурних об’єктів в Україні з початку повномасштабного вторгнення Росії. Найбільше пошкоджень культурних об’єктів ЮНЕСКО зафіксувала в Донецькій – 78 об’єктів, Харківській – 55 об’єктів, Київській області – 38 об’єктів.
За словами прем'єр-міністра України Дениса Шмигаля, озвученими на конференції «Об’єднані заради справедливості. Об’єднані заради збереження культурної спадщини» у березні 2024-го року, загалом цілями росіян стали понад 900 об’єктів історії та культури. Ще понад 20 тисяч пам'яток культури національного та місцевого значення перебувають в окупації. Також за його оцінками загальні втрати та недоотримані доходи сектору культури та туризму оцінено у $19,6 млрд з урахуванням лише контрольованих та деокупованих територій. Додатково, на відновлення зруйнованого потрібно $8,9 млрд.